# Кянжин, Пантелей Кузьмич
Пантелей Кузьмич Кянжин (15 июля 1915 или 15 [28] июля 1915, Новые Домосердки, Пензенская губерния — 23 января 1991, Инза, Ульяновская область) — капитан Рабоче-крестьянской Красной Армии, участник Великой Отечественной войны, Герой Советского Союза (1945).

## Биография
Пантелей Кянжин родился 15 июля 1915 года в селе Новые Домосёрдки, ныне село Черёмушки Инзенского района Ульяновской области. После окончания пяти классов школы работал в колхозе. В 1936—1938 годах проходил службу в Рабоче-крестьянской Красной Армии, командовал отделением 63-го отдельного батальона НКВД, который занимался охраной участка железной дороги в районе г. Канаш Чувашской АССР, затем станции Урмары. Демобилизовавшись, работал в органах милиции. В сентябре 1942 года Кянжин повторно был призван в армию. В 1943 году он окончил курсы политсостава. С марта того же года — на фронтах Великой Отечественной войны. В боях четыре раза был ранен.
К ноябрю 1944 года старший лейтенант Пантелей Кянжин был заместителем командира батальона 703-го стрелкового полка, 233-й стрелковой дивизии, 75-го стрелкового корпуса, 57-й армии, 3-го Украинского фронта. Отличился во время освобождения Югославии. 10-12 ноября 1944 года Кянжин принимал активное участие в боях за расширение плацдарма на правом берегу Дуная в районе населённого пункта Батина (ныне — территория Хорватии). Возглавляя роту, он отразил несколько немецких контратак, уничтожил 16 огневых точек и более роты вражеской пехоты, был ранен, но продолжал сражаться. В результате тех сражений в плен попало около 460 солдат и офицеров противника.
Указом Президиума Верховного Совета СССР от 24 марта 1945 года за «образцовое выполнение боевых заданий командования на фронте борьбы с немецкими захватчиками и проявленные при этом мужество и героизм» старший лейтенант Пантелей Кянжин был удостоен высокого звания Героя Советского Союза с вручением ордена Ленина и медали «Золотая Звезда» за номером 5443.
В декабре 1945 года в звании капитана Кянжин был уволен в запас. Проживал и работал в Инзе. Скончался в 1991 году, похоронен в Инзе.
Именем Героя названа улица в Инзе. Почётный гражданин Инзы.
Был также награждён орденом Отечественной войны 1-й степени и рядом медалей.